# Jugoslovanska kraljeva vojna mornarica
Jugoslovanska kraljeva vojna mornarica (srbsko: Jugoslovenska kraljevska ratna mornarica, hrvaško: Jugoslavenska kraljevska ratna mornarica) je bila pomorski del oboroženih sil najprej Kraljevine Srbov, Hrvatov in Slovencev, nato pa Kraljevine Jugoslavije, ki je skrbela za  obrambo in zaščito vzhodnih obal Jadranskega morja.
V okvir Jugoslovanske kraljeve vojne mornarice je spadalo tudi mornariško vojno letalstvo, opremljeno večinoma z hidroavioni, pa tudi rečna flotilja.
Nekaj njenih enot je med drugo svetovno vojno aktivno bojno delovalo tudi po kapitulaciji Jugoslavije leta 1941, v okviru zavezniških sil na Bližnjem vzhodu .

## Imena in oznake plovil
V Jugoslovanski kraljevi vojni moranici so prva imena oz. oznake dobila tista plovila, ki so jih po prvi svetovni vojni kot vojni plen prejeli od nekdanje avstro-ogrske vojne mornarice. Nova imena so imela nacionalni pomen, dodeljene oz. spremenjene pa so bila tudi oznake, ki so jih plovila imela že prej.

### Rečna flotilja
Prva imena so dobila plovila rečne flotilje, na katerih so bile jugoslovanske posadke že od leta 1919. Tako so monitorji dobili imena jugoslovanskih rek Drave, Morave, Save, Vardarja, dva dodatna monitorja pa imena Drina in Soča. Dva rečna patruljna čolna sta bila imenovana Bregalnica in Neretva. Ta dva dodatna monitorja in rečna patrolna čolna so bili leta 1921 odvzeti in dodeljeni drugim državam.

### Ladje-hulki
Nova imena so dobile ladje-hulki: Krka, Neretva, Skradin, Krivošije, Prvić, stara oklepnica
Kronprinz erzherzog Rudolf je dobila ime Kumbor, pomožna ladja Gigant je bila preimenovana v Moćni, vodonosec Najade pa v Sitnico.

### Torpedovke
Torpedovke so, tako kot v avstro-ogrski vojni mornarici ostale brez imena in so imele samo številčno oznako. Štiri torpedovke s prejšnjo oznako T (zgrajene v Trstu) so bile uvrščene v floto z novimi oznakami T-1 do T-4, druge štiri torpedovke s prejšnjo oznako oznake F (zgrajene na Reki) pa so dobile oznake od T-5 do T-8. V žargonu mornarice so bile poimenovane kot »Triestinke« (Tržačanke) in »Fiumane« (Rečanke). Preostale štiri, že tedaj popolnoma zastarele in iztrošene, so dobile oznake od T-9 do T-11 in so bile odpisane v tridesetih letih 20. stoletja.
Kasnejša kupljena plovila (1923), minopolagalci, so dobili imena ptic plenilk: Jastreb, Kobac, Orao, Soko, Galeb in Labud (predhodno Gavran). Lahka križarka Niobe (1926) je dobila ime Dalmacija, novozgrajeni rušilci pa  imena mest: Dubrovnik, Beograd, Zagreb in Ljubljana. Motorne torpedovke so dobile imena planin: Dinara, Durmitor, Kajmakčalan, Orijen, Rudnik, Suvobor, Triglav in Velebit, medtem ko so podmornice dobile imena Hrabri, Nebojša, Smeli in Osvetnik. Polagalci min, zgrajeni leta 1930 v Kraljevici, so nosili imena z isto začetno črko: Malinska, Meljine, Mljet, Marjan in Mosor.

### Pomožna plovila
Pomožna plovila so večinoma dobila imena, ki so označevala njihov namen, Spasilac je bila ladja za reševanje podmornic, Zmaj matična ladja za hidroavione, vlačilci pa so nosili imena svojih delovnih značilnosti: Snažni, Jaki, Marljivi, Ustrajni. Ladja (nekdanji grški Paxo), kupljena na Krfu za potrebe srbske vojske, je do leta 1932 nosila simbolično ime Srbija. Pomožna ladja Gigant je bila preimenovana v Moćni, vodonosec Najade pa v Sitnico.
Številčne oznake plovil so bile enomestne številke, ki so se za vsak razred začenjale od 1. Večja plovila, rušilci in polagalci min, niso imeli številčne oznake in so nosili na premcu (napisano v latinici in cirilici) enobesedno ali dvobesedno kombinacijo imena, tako tudi na krmi. Križarka Dalmacija je imela izpisano samo ime.

## Seznam plovil
Plovila Jugoslovanske kraljeve vojne mornarice ob razpadu Kraljevine Jugoslavije dne 5. maja 1941:
| Tip plovila                   | Ime ali oznaka | Ladjedelnica                                     | Leto splovitve | Tonaža   | Poreklo, ime in/ali nekdanja oznaka                              |
| ----------------------------- | -------------- | ------------------------------------------------ | -------------- | -------- | ---------------------------------------------------------------- |
| Lahka križarka:               |                |                                                  |                |          |                                                                  |
|                               | Dalmacija      | »A.G. Weiser« Bremen                             | 1899           | 2360     | Reichmarine SMS Niobe                                            |
| Rušilci razreda Beograd:      |                |                                                  |                |          |                                                                  |
|                               | Dubrovnik      | »Yarrow« Glasgow                                 | 1931           | 1880     |                                                                  |
|                               | Beograd        | »Chantiers-Loire« Nantes                         | 1937           | 1210     |                                                                  |
|                               | Zagreb         | »Jadranska brodogradilišta« Split                | 1938/39        | 1210     |                                                                  |
|                               | Ljubljana      | »Jadranska brodogradilišta« Split                | 1938/39        | 1210     |                                                                  |
| Torpedovke razreda T1:        |                |                                                  |                |          |                                                                  |
|                               | T-1            | »Stabilimento Tecnico Triestino« Trst            | 1914           | 250      | avstro-ogrska vojna mornarica 76 T                               |
|                               | T-2            | »Stabilimento Tecnico Triestino« Trst            | 1914           | 250      | avstro-ogrska vojna mornarica 77 T                               |
|                               | T-3            | »Stabilimento Tecnico Triestino« Trst            | 1914           | 250      | avstro-ogrska vojna mornarica 78 T                               |
|                               | T-4            | »Stabilimento Tecnico Triestino« Trst            | 1914           | 250      | avstro-ogrska vojna mornarica 79 T                               |
| Torpedovke razreda T5:        |                |                                                  |                |          |                                                                  |
|                               | T-5            | »Danubius« Reka                                  | 1915           | 250      | avstro-ogrska vojna mornarica 87 F                               |
|                               | T-6            | »Danubius« Reka                                  | 1915           | 250      | avstro-ogrska vojna mornarica 93 F                               |
|                               | T-7            | »Danubius« Reka in Kraljevica                    | 1916           | 250      | avstro-ogrska vojna mornarica 96 F                               |
|                               | T-8            | »Danubius« Reka                                  | 1916           | 250      | avstro-ogrska vojna mornarica 97 F                               |
| Torpedni čolni razreda Uskok: |                |                                                  |                |          |                                                                  |
|                               | Uskok          | »Thornycroft« Glasgow                            | 1927           | 15       |                                                                  |
|                               | Četnik         | »Thornycroft« Glasgow                            | 1927           | 15       |                                                                  |
| Torpedovke razreda Orjen:     |                |                                                  |                |          |                                                                  |
|                               | Orjen          | »Lürssen« Vegesack                               | 1936/37        | 60       |                                                                  |
|                               | Velebit        | »Lürssen« Vegesack                               | 1936/37        | 60       |                                                                  |
|                               | Dinara         | »Lürssen« Vegesack                               | 1936/37        | 60       |                                                                  |
|                               | Triglav        | »Lürssen« Vegesack                               | 1936/37        | 60       |                                                                  |
|                               | Suvobor        | »Lürssen« Vegesack                               | 1936/37        | 60       |                                                                  |
|                               | Rudnik         | »Lürssen« Vegesack                               | 1936/37        | 60       |                                                                  |
|                               | Kajmakčalan    | »Lürssen« Vegesack                               | 1936/37        | 60       |                                                                  |
|                               | Durmitor       | »Lürssen« Vegesack                               | 1936/37        | 60       |                                                                  |
| Minopolagalci razreda Orao:   |                |                                                  |                |          |                                                                  |
|                               | Orao           | »Tecklenburg« Geestemünde                        | 1918           | 508/548  | OA                                                               |
|                               | Galeb          | »Tecklenburg« Geestemünde                        | 1918           | 508/548  | GL                                                               |
|                               | Jastreb        | »Tecklenburg« Geestemünde                        | 1918           | 508/548  | JS                                                               |
|                               | Sokol          | »Neptun« Rostock                                 | 1919           | 508/560  | SK                                                               |
|                               | Kobac          | »Neptun« Rostock                                 | 1919           | 508/560  | KC                                                               |
|                               | Labud          | »Neptun« Rostock                                 | 1919           | 508/550  | LB                                                               |
| Minopolagalci razreda Marjan: |                |                                                  |                |          |                                                                  |
|                               | Marjan         | »Yarrow« Kraljevica                              | 1931           | 130/145  | MA                                                               |
|                               | Mosor          | »Yarrow« Kraljevica                              | 1931           | 130/145  | MO                                                               |
|                               | Malinska       | »Yarrow« Kraljevica                              | 1931           | 130/145  | MN                                                               |
|                               | Meljine        | »Yarrow« Kraljevica                              | 1931           | 130/145  | ME                                                               |
|                               | Mljet          | »Yarrow« Kraljevica                              | 1931           | 130/145  | MT                                                               |
| Minolovci razreda D1:         |                |                                                  |                |          |                                                                  |
|                               | D1             | »Schichau« Elbing                                | 1889           | 87       | avstro-ogrska vojna mornarica Star                               |
|                               | D2             | »Pomorski arzenal« Pulj                          | 1888           | 87       | avstro-ogrska vojna mornarica Uhu                                |
|                               | D3             | »Pomorski arzenal« Pulj                          | 1894           | 87       | avstro-ogrska vojna mornarica Kranich                            |
|                               | D4             | »Pomorski arzenal« Pulj                          | 1892           | 87       | avstro-ogrska vojna mornarica Kibitz                             |
| Podmornice razreda Hrabri:    |                |                                                  |                |          |                                                                  |
|                               | Hrabri         | »Vickers-Armstrong-Elswick« Newcastle            | 1926           | 975/1164 |                                                                  |
|                               | Nebojša        | »Vickers-Armstrong-Elswick« Newcastle            | 1927           | 975/1164 |                                                                  |
| Podmornice razreda Smeli:     |                |                                                  |                |          |                                                                  |
|                               | Smeli          | »Chantiers-Loire« Nantes                         | 1928/29        | 630/809  |                                                                  |
|                               | Osvetnik       | »Chantiers-Loire« Nantes                         | 1928/29        | 630/809  |                                                                  |
| Rečna flotilja:               |                |                                                  |                |          |                                                                  |
|                               | Monitor Morava | »Schönuchen & Hartmann« Budimpešta               | 1892           | 448      | avstro-ogrska vojna mornarica Körös                              |
|                               | Monitor Sava   | »Danubius - Schönuchen & Hartmann« Budimpešta    | 1904           | 440      | avstro-ogrska vojna mornarica Bodrog                             |
|                               | Monitor Drava  | »Stabilimento Tecnico Triestino« podružnica Linz | 1914           | 536      | avstro-ogrska vojna mornarica Enns                               |
|                               | Monitor Vardar | »Stabilimento Tecnico Triestino« podružnica Linz | 1915           | 600      | avstro-ogrska vojna mornarica Bosna                              |
| Druga pomožna plovila:        |                |                                                  |                |          |                                                                  |
|                               | Zmaj           | »Deutsche Werft A.G« Reicherstieg Hamburg        | 1931           | 1870     | matična ladja za vodna letala                                    |
|                               | Hvar           | »Sir Jason Laing« Sunderland                     | 1896           | 2641 BRT | matična ladja za podmornice Umtali                               |
|                               | Sitnica        | »Schichau« Elbing                                | 1891           | 554/620  | avstro-ogrska vojna mornarica matična ladja za podmornice Najade |
|                               | Spasilac       | »Howaldtswerke A.G.« Hamburg                     | 1929           | 740      | reševalna ladja / vlačilec                                       |
|                               | Jadran         | »H. C. Stülcken & Sohn« Hamburg                  | 1933           | 720      | šolska jadrnica                                                  |
|                               | Vila           | »Stabilimento Tecnico Triestino« Trst            | 1896           | 232/270  | avstro-ogrska vojna mornarica Ossero/Dalmat admiralska ladja     |
|                               | Beli Orao      | »Cantieri Riuniti dell'Adriatico« Trst           | 1939           | 640/661  | kraljeva jahta                                                   |
|                               | Lovčen         | »Danubius« kasneje »Yarrow« Kraljevica           | 1933           | 581      | tanker za vodo                                                   |
|                               | Perun          | »Cockerill« Hoboken Antwerpen                    | 1939           | 3400 BRT | tanker                                                           |